# Oue Kirke
Oue Kirke ligger i landsbyen Oue mellem Hobro og Hadsund. Den er bygget i 1100-tallet og har fra 1980-2017 sammen med Valsgård sogn haft Paul Arnbak som præst, fra 2017 Hanne Munk. Desuden er der siden 2008 tilknyttet en præst for at styrke indsatsen for børnene og de unge i sognene, denne er fra 2017 Jane Jelsbak.
Altertavlen i Oue kirke er et maleri fra 1939 af Rud-Petersen. I baggrunden bag Jesus, Martha og Maria, ses Galilæas bjerge, men kunstneren har malet baggrunden så den samtidig ligner fjorden og bakkerne syd for fjorden (Mariagerfjord), set fra sognet. En kopi af altertavlen (også af Rud-Petersen) fra 1957, er altertavle i Fræer Kirke.